# 菅原孝標
菅原 孝標（すがわら の たかすえ）は、平安時代中期の貴族。右大臣・菅原道真の玄孫で、右中弁・菅原資忠の子。官位は従四位上・常陸介。『更級日記』の著者である菅原孝標女の実父。

## 経歴
因幡掾在任中の正暦4年（993年）東宮（居貞親王）昇殿を聴される。蔵人右衛門尉を経て、長保3年（1001年）従五位下に叙爵。
その後は、寛仁元年（1017年）上総介、長元5年（1032年）正五位下・常陸介に叙任されるなど、後一条朝にて受領を歴任。常陸介として赴任した4年後の長元9年（1036年）に帰京した。その後再び、高齢ながらどこかの国司に任命されたらしい。高齢で任国へ赴く父との今生の別れの箇所は、『更級日記』の中でも有名なシーンの一つであるが、実際には無事に生きて戻ってきている。

## 人物
学問の家に生まれながら、大学頭や文章博士などの学者としての官職には任官しなかったことや、『更級日記』における人物像などから、かつては凡庸な人物とみなされていた。しかし、長保2年（1000年）から長保3年（1001年）にかけての六位蔵人時代の活動の様子が、上司である蔵人頭・藤原行成の日記『権記』に頻出することや、万寿4年（1027年）右大臣・藤原実資の娘である千古の家司に任ぜられていることから、これら経歴を踏まえた人物像の再評価もなされている。

## 官歴
- 時期不詳：因幡掾[3]
- 正暦4年（993年） 正月9日：東宮昇殿[3]
- 長保2年（1000年） 正月27日：六位蔵人、検非違使右衛門大尉如元、元春宮蔵人[3][4]
- 長保3年（1001年） 正月24日：従五位下[4]
- 寛仁元年（1017年） 正月24日：上総介[5]
- 治安元年（1021年） 正月：得替[5]
- 時期不詳：正五位下[5]
- 長元5年（1032年） 2月8日：常陸介[5]
- 長元9年（1036年） 日付不詳：得替[5]
- 時期不詳：従四位上[6]

## 系譜
- 父：菅原資忠
- 母：源包の娘
- 妻：藤原倫寧の娘
  - 男子：菅原定義（1002-1065）
  - 女子：菅原孝標女（1008-?）
- 妻：高階成行の娘（上総大輔） - 藤原威子女房
- 生母不詳の子女
  - 男子：基円
  - 女子：（1001?-1024）